# Первый живописец короля
Первый живописец короля, в других переводах первый художник короля (фр. Premier peintre du Roi) — должность придворного художника в подразделении Королевских построек администрации Дома короля во Франции в эпоху Старого порядка. Его обладатель занимал должность, аналогичную должности первого архитектора короля (хотя и гораздо менее престижную). В его подчинении не было других придворных двора, и часто он оставался без должности.

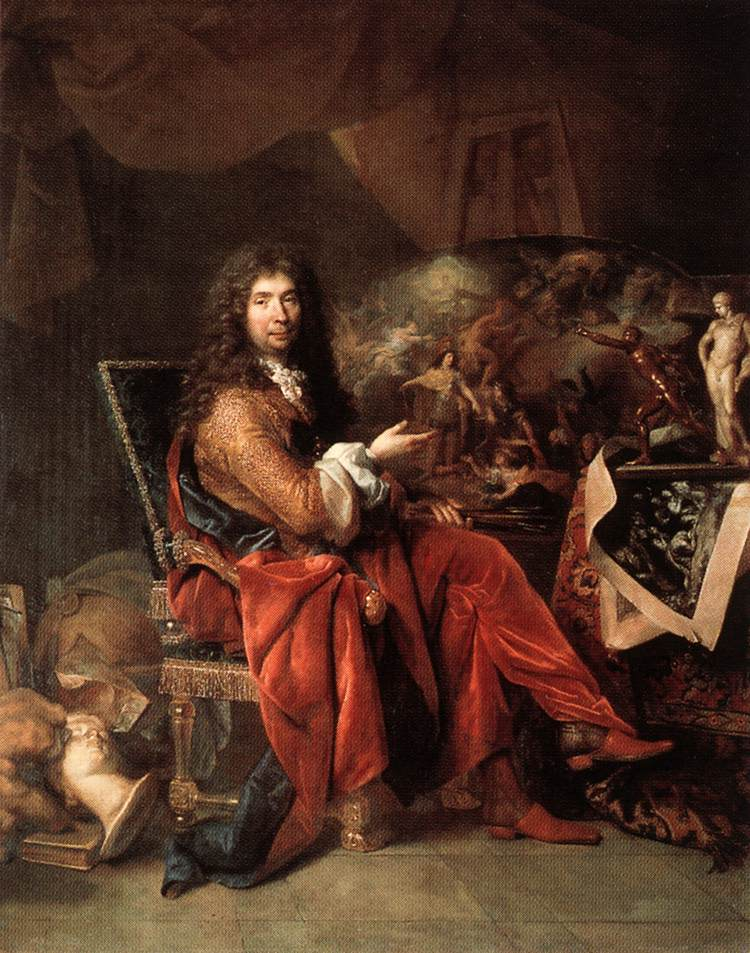
Портрет Шарля Лебрена, первого живописца короля и инициатора создания Академии живописи и скульптуры, художник Николя де Ларжильер, около 1683–1686, Лувр, Париж

В отличие от других стран, первый живописец короля часто, даже обычно, не был профессиональным портретистом, но всегда был коренным французом. Самого известного из них, Николу Пуссена, убедили вернуться во Францию в 1640 году, чтобы занять этот пост, но он вернулся в Рим чуть больше чем через год. Несмотря на это, он занимал эту должность ещё 23 года.
В отличие от него, его преемник Шарль Лебрен посвятил большую часть своего времени работе на Людовика XIV, украшая его дворцы, проектируя и контролируя королевские фабрики — мануфактуру Савоннери по производству ковров и мануфактуру Гобеленов по производству гобеленов и мебели. Лебрен всю жизнь соперничал с портретистом Пьером Миньяром, который в конце концов сменил его в возрасте 78 лет, но занимал эту должность только пять лет до своей смерти.

## Хронологический список Первых живописцев короля
- 1599—1602: Туссен Дюбрёй[фр.]
- 1602—1603: вакантно
- 1603—1619: Мартин Фремине[фр.]
- 1619—1627: вакантно
- 1627—1649: Симон Вуэ
- 1641—1665: Никола Пуссен
- 1664—1690: Шарль Лебрен
- 1690—1695: Пьер Миньяр[2]
- 1695—1716: вакантно
- 1716—1722: Антуан Куапель
- 1722—1725: вакантно
- 1725—1733: Луи де Булонь[3]
- 1733—1736: вакантно
- 1736—1737: Франсуа Лемуан
- 1737—1746: вакантно
- 1746—1752: Шарль Куапель
- 1752—1762: вакантно
- 1762—1765: Шарль Ван Лоо[4]
- 1765—1770: Франсуа Буше[5]
- 1770—1789: Жан-Батист-Мари Пьер
- 1789—1791: Жозеф-Мари Вьен[6]
- 1828: Мари-Виктуар Жакото («Первый живописец по фарфору, для короля и Севрской мануфактуры»)[7][8]